# Basidiopycnides albertensis
Basidiopycnides albertensis är en svampart som beskrevs av J. Reid, Eyjólfsd. & Georg Hausner 2008. Basidiopycnides albertensis ingår i släktet Basidiopycnides och familjen Phleogenaceae.   Inga underarter finns listade i Catalogue of Life.